# Elof Åkesson
Karl Elof Åkesson, född 7 maj 1892 i Göteborg, död 8 juli 1979 i Lund, var en svensk filosof, docent och författare.

## Biografi
Elof Åkesson var son till folkskolläraren Karl Åkesson och Mathilda Charlotta Petersson. Efter studentexamen 1910 avlade Åkesson filosofie kandidatexamen 1913, filosofie licentiatexamen 1918 och erhöll filosofie doktorsgrad 1933. Han tjänstgjorde som docent i teoretisk filosofi vid Lunds universitet, varefter han var tillförordnad professor i praktisk filosofi vid Stockholms högskola 1940–1942. Slutligen var Åkesson 1945–1957 lektor vid folkskoleseminariet i Lund. 
Åkesson deltog i psalmboksbearbetningar inför 1937 års psalmbok och bidrog med textbearbetning till psalmerna nr 526 och 576.

### Översättningar
- Augustinus, Aurelius (1924). Reflexioner och maximer / samlade ur hans verk och översatta till tyska av Adolf von Harnack ; till svenska av Elof Åkesson. Religiösa klassiker. Stockholm: Svenska kyrkans diakonistyrelse. Libris 600008
- Häberlin, Paul (1928). Föräldrar och barn bemyndigad översättning samt inledning av Elof Åkesson. Stockholm: Svenska kyrkans diakonistyrelses bokförlag. Libris 1332114
- Norström, Vitalis (1932). Religion und Gedanke : Olaus Petri-Vorlesungen gehalten an der Universität Uppsala / in deutscher Übersetzung mit Einführung herausgegeben von Elof Åkesson. Lund: Borelius. Libris 1349982
- Brunner, Emil (1945). Rättvisa : en lära om samhällsordningens grundlagar ; bemyndigad översättning av Elisabet och Elof Åkesson. Stockholm: Svenska Kyrkans diakonistyrelses bokförl. Libris 628202
- Häberlin, Paul (1956). Känslor av mindervärde : deras uppkomst och övervinnande / till svenska av Elof Åkesson. Lund: Gleerup. Libris 1762184

### Utgivare
- Norström, Vitalis (1917). Om viljans frihet / på författarens uppdrag utgiven av Elof Åkesson. Stockholm: Norstedt. Libris 849522
- Lagerwall, Axel (1921). Skrifter / samlade och utgivna med en inledning av Elof Åkesson. Göteborg: A.-B. Pehrssons förl. Libris 22549981. https://runeberg.org/laskrifter/
- Norström, Vitalis (1923). Brev 1889-1916 i urval / utgivna av Elof Åkesson. Stockholm. Libris 26342
- Studier tillägnade Efraim Liljeqvist den 24 september 1930. Band 1-2 / utgivna av Gunnar Aspelin och Elof Åkesson. Lund: Skånska centraltr. 1930. Libris 1338595
- Pontus Wikner 1837-1937 / utgivare: Algot Werin och Elof Åkesson. Lund: Gleerup. 1937. Libris 1381605
- Psykologisk pedagogisk uppslagsbok. Stockholm: Natur och Kultur. 1943-1946. Libris 15215 - Redaktionsmedlem.
- Hjärtats röst : lyrik till andakt och meditation / i urval av Elof Åkesson. Uppsala: Lindblad. 1956. Libris 10211030

## Psalmer
- Med Jesus fram i de bästa åren, en ungdomspsalm med ursprungstext 1894 av Louis FitzGerald Benson i svensk översättning 1934 av Johan Alfred Eklund och samma år bearbetad av Åkesson.
- Det finns ett land, där helgons här, med ursprungstext 1707 av Isaac Watts, översatt av Johan Alfred Eklund 1922 och bearbetad av Åkesson 1934.